# Междущатска магистрала 80
Междущатска магистрала 80, за кратко Магистрала 80 или само 80 (Interstate 80, съкратено I-80) е втората по дължина междущатска магистрала в САЩ. Магистрала 80 свързва в западната си част Сан Франциско, Калифорния с Тийнек, Ню Джърси в близост до Ню Йорк в източната си част, в щатите Айова, Илиной, Индиана, Калифорния, Небраска, Невада, Ню Джърси, Охайо, Пенсилвания, Юта и Уайоминг.
Магистрала 80 е най-краткият път от Източното до Западното крайбрежие на САЩ. Голяма част от маршрута на магистралата преминава успоредно или в близост до трасето на легендарната Първа презконтинентална железница, която върви и до днес. Трасето на магистрала 80 има голямо историческо значение в САЩ, особено в западните щати, защото по него на времето са мигрирали голяма част от заселниците преди и по време на Калифорнийската златна треска и други исторически събития през 19 век.

## Дължина
| Км      | Мили    | Щат         |  |
|         |         |             |  |
| 1320,65 | 199,24  | Калифорния  |  |
| 660,91  | 410,67  | Невада      |  |
| 315,98  | 196,34  | Юта         |  |
| 648,18  | 402,76  | Уайоминг    |  |
| 732,77  | 455,32  | Небраска    |  |
| 488     | 303,23  | Айова       |  |
| 263,16  | 163,52  | Илиной      |  |
| 243,91  | 151,56  | Индиана     |  |
| 382,19  | 237,48  | Охайо       |  |
| 500,62  | 311,07  | Пенсилвания |  |
| 110,30  | 68,54   | Ню Джърси   |  |
|         |         |             |  |
| 4666,66 | 2899,73 |             |  |

## Главни градове
- Сан Франциско
- Оукланд
- Сакраменто
- Рино
- Елко, Невада
- Солт Лейк Сити
- Евънстън, Уайоминг
- Рок Спрингс, Уайоминг
- Шейен, Уайоминг
- Сидни, Небраска
- Северен Плат, Небраска
- Кърни, Небраска
- Гранд Айлънд, Небраска
- Линкълн, Небраска
- Омаха
- Каунсъл Блъфс, Айова
- Демойн, Айова
- Айова Сити, Айова
- Градове в четириъгълник, Айова-Илиной (Дейвенпорт, Айова)
- Чикаго (заобиколен)
- Толидо, Охайо
- Кливланд (заобиколен)
- Йангстаун, Охайо
- Шарън, Пенсилвания
- Питсбърг (Северни предградия)
- Кларион, Пенсилвания
- Дю Бойс, Пенсилвания
- Клиърфилд, Пенсилвания
- Белефонте, Пенсилвания
- Уилямспорт, Пенсилвания
- Блумсбърг, Пенсилвания
- Хейзълтън, Пенсилвания
- Страутсбърг Пенсилвания
- Делауеър Уотър Гап, Пенсилвания
- Ню Йорк (по Междущатска магистрала 95)

## Главни мостове
- Мост Сан Франциско-Оукланд